# Xylophanes tersa
Xylophanes tersa là một loài bướm đêm thuộc họ Sphingidae. Loài này sống ở Hoa Kỳ, xuyên qua Trung Mỹ và một phần Nam Mỹ. Sâu bướm có hình con Nhân sư ở chỗ trú ẩn.

## Phân loài
- Xylophanes tersa tersa
- Xylophanes tersa chaconi De Marmels, Clavijo & Chacín, 1996

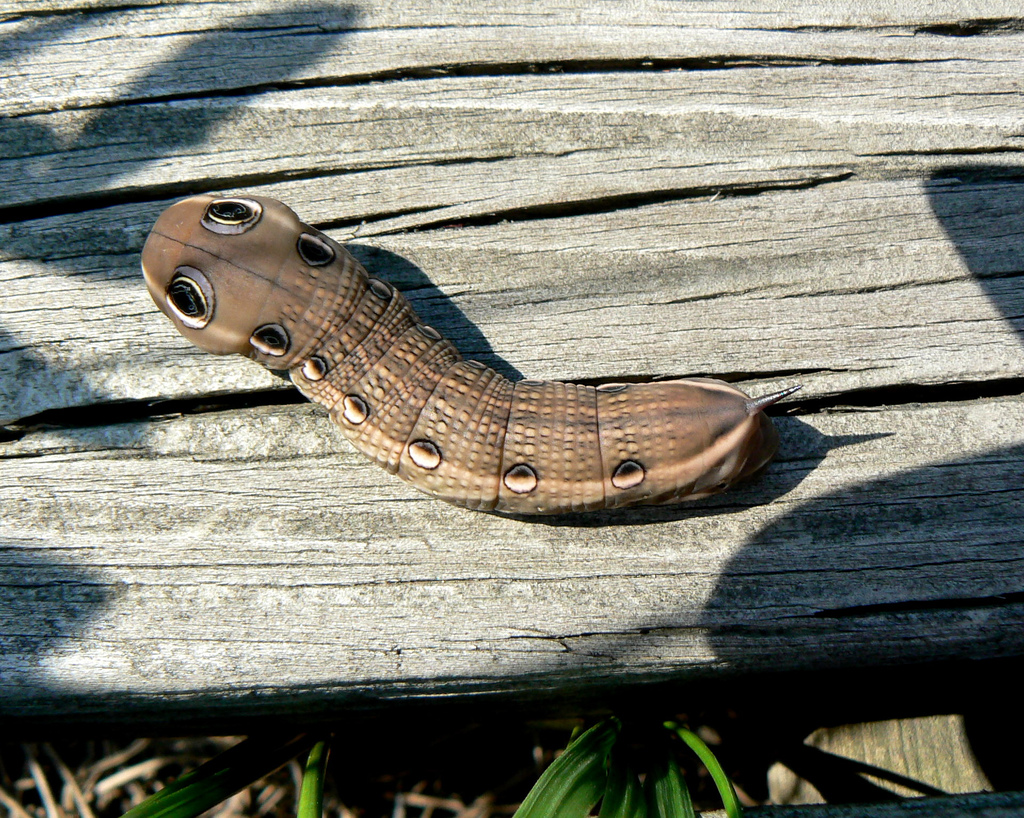
Sâu bướm
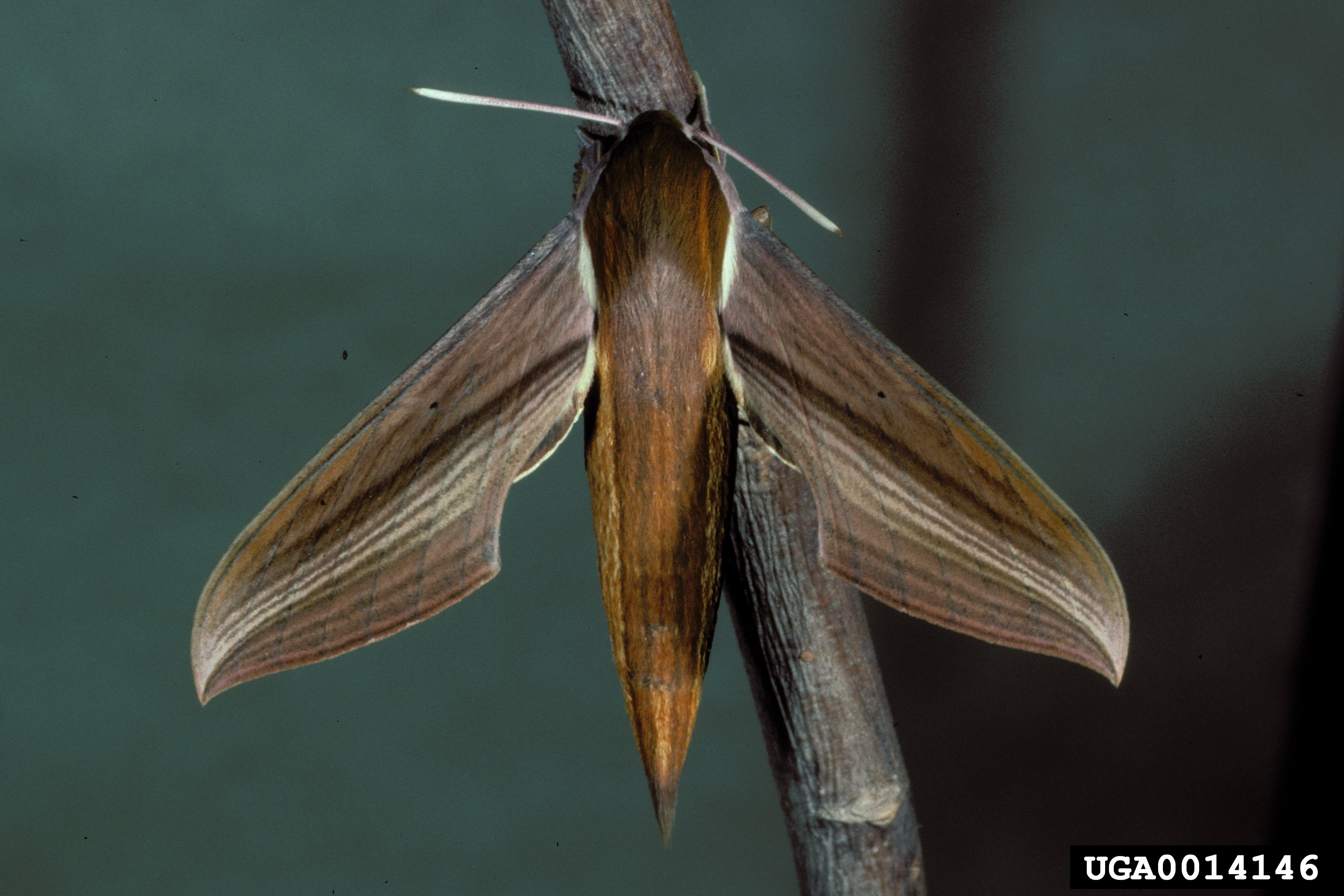
Thành trùng